# 5.ª etapa da Volta a Espanha de 2020
A 5.ª etapa da Volta a Espanha de 2020 teve lugar a 24 de outubro de 2020 entre Huesca e Sabiñánigo sobre um percurso de 184,4 km e foi vencida pelo belga Tim Wellens da equipa Lotto Soudal. O esloveno Primož Roglič manteve a camisola vermelha de líder.

## Classificação da etapa
| \| Classificação por etapas \| Classificação por etapas \| Classificação por etapas \| Classificação por etapas \| Classificação por etapas \| \| Ciclista \| Ciclista \| Equipe \| Tempo \| \| \| ------------------------ \| ------------------------ \| ------------------------ \| ------------------------ \| ------------------------ \| \| 1. \| Tim Wellens \| Lotto-Soudal \| 4h19m25s \| \| \| 2. \| Guillaume Martin \| Cofidis \| + 4s \| \| \| 3. \| Thymen Arensman \| Team Sunweb \| + 12s \| \| \| 4. \| Primož Roglič \| Jumbo-Visma \| + 2m13s \| \| \| 5. \| Felix Großschartner \| Bora-Hansgrohe \| + 2m13s \| \| \| 6. \| Alex Aranburu \| Astana \| + 2m13s \| \| \| 7. \| George Bennett \| Jumbo-Visma \| + 2m13s \| \| \| 8. \| Julien Simon \| Total Direct Énergie \| + 2m13s \| \| \| 9. \| Richard Carapaz \| Ineos Grenadiers \| + 2m13s \| \| \| 10. \| Dorian Godon \| AG2R La Mondiale \| + 2m13s \| \| |                     |                      |          |
| |                     |                      |          |
| Fonte: ProCyclingStats |                     |                      |          |
| Classificação por etapas |                     |                      |          |
| Ciclista | Ciclista            | Equipe               | Tempo    |
| 1. | Tim Wellens         | Lotto-Soudal         | 4h19m25s |
| 2. | Guillaume Martin    | Cofidis              | + 4s     |
| 3. | Thymen Arensman     | Team Sunweb          | + 12s    |
| 4. | Primož Roglič       | Jumbo-Visma          | + 2m13s  |
| 5. | Felix Großschartner | Bora-Hansgrohe       | + 2m13s  |
| 6. | Alex Aranburu       | Astana               | + 2m13s  |
| 7. | George Bennett      | Jumbo-Visma          | + 2m13s  |
| 8. | Julien Simon        | Total Direct Énergie | + 2m13s  |
| 9. | Richard Carapaz     | Ineos Grenadiers     | + 2m13s  |
| 10. | Dorian Godon        | AG2R La Mondiale     | + 2m13s  |

## Classificações ao final da etapa

### Classificação geral
| \| Classificação geral \| Classificação geral \| Classificação geral \| Classificação geral \| Classificação geral \| \| Ciclista \| Ciclista \| Equipe \| Tempo \| \| \| ------------------- \| ------------------- \| ---------------------- \| ------------------- \| ------------------- \| \| 1. \| Primož Roglič \| Jumbo-Visma \| 20h52m31s \| \| \| 2. \| Daniel Martin \| Israel Start-Up Nation \| + 5s \| \| \| 3. \| Richard Carapaz \| Ineos Grenadiers \| + 13s \| \| \| 4. \| Enric Mas \| Movistar Team \| + 32s \| \| \| 5. \| Hugh Carthy \| EF Pro Cycling \| + 38s \| \| \| 6. \| Sepp Kuss \| Jumbo-Visma \| + 44s \| \| \| 7. \| Felix Großschartner \| Bora-Hansgrohe \| + 1m17s \| \| \| 8. \| Esteban Chaves \| Mitchelton-Scott \| + 1m29s \| \| \| 9. \| Marc Soler \| Movistar Team \| + 1m55s \| \| \| 10. \| George Bennett \| Jumbo-Visma \| + 1m57s \| \| |                     |                        |           |
| |                     |                        |           |
| Fonte: ProCyclingStats |                     |                        |           |
| Classificação geral |                     |                        |           |
| Ciclista | Ciclista            | Equipe                 | Tempo     |
| 1. | Primož Roglič       | Jumbo-Visma            | 20h52m31s |
| 2. | Daniel Martin       | Israel Start-Up Nation | + 5s      |
| 3. | Richard Carapaz     | Ineos Grenadiers       | + 13s     |
| 4. | Enric Mas           | Movistar Team          | + 32s     |
| 5. | Hugh Carthy         | EF Pro Cycling         | + 38s     |
| 6. | Sepp Kuss           | Jumbo-Visma            | + 44s     |
| 7. | Felix Großschartner | Bora-Hansgrohe         | + 1m17s   |
| 8. | Esteban Chaves      | Mitchelton-Scott       | + 1m29s   |
| 9. | Marc Soler          | Movistar Team          | + 1m55s   |
| 10. | George Bennett      | Jumbo-Visma            | + 1m57s   |

### Classificação por pontos
| Classificação por pontos | Classificação por pontos | Classificação por pontos | Classificação por pontos | Classificação por pontos |
| Ciclista                 | Ciclista                 | Equipe                   | Pontos                   |                          |
| ------------------------ | ------------------------ | ------------------------ | ------------------------ | ------------------------ |
| 1.                       | Primož Roglič            | Jumbo-Visma              | 79 pts                   |                          |
| 2.                       | Daniel Martin            | Israel Start-Up Nation   | 57 pts                   |                          |
| 3.                       | Richard Carapaz          | Ineos Grenadiers         | 57 pts                   |                          |
| 4.                       | Enric Mas                | Movistar Team            | 33 pts                   |                          |
| 5.                       | Felix Großschartner      | Bora-Hansgrohe           | 33 pts                   |                          |
| 6.                       | Marc Soler               | Movistar Team            | 26 pts                   |                          |
| 7.                       | Tim Wellens              | Lotto-Soudal             | 26 pts                   |                          |
| 8.                       | Guillaume Martin         | Cofidis                  | 26 pts                   |                          |
| 9.                       | Sepp Kuss                | Jumbo-Visma              | 26 pts                   |                          |
| 10.                      | Sam Bennett              | Deceuninck-Quick Step    | 25 pts                   |                          |

### Classificação da montanha
| Classificação da montanha | Classificação da montanha | Classificação da montanha | Classificação da montanha | Classificação da montanha |
| Ciclista                  | Ciclista                  | Equipe                    | Pontos                    |                           |
| ------------------------- | ------------------------- | ------------------------- | ------------------------- | ------------------------- |
| 1.                        | Tim Wellens               | Lotto-Soudal              | 19 pts                    |                           |
| 2.                        | Richard Carapaz           | Ineos Grenadiers          | 18 pts                    |                           |
| 3.                        | Daniel Martin             | Israel Start-Up Nation    | 16 pts                    |                           |
| 4.                        | Sepp Kuss                 | Jumbo-Visma               | 14 pts                    |                           |
| 5.                        | Primož Roglič             | Jumbo-Visma               | 7 pts                     |                           |
| 6.                        | Guillaume Martin          | Cofidis                   | 7 pts                     |                           |
| 7.                        | Quentin Jauregui          | AG2R La Mondiale          | 6 pts                     |                           |
| 8.                        | Enric Mas                 | Movistar Team             | 6 pts                     |                           |
| 9.                        | Alejandro Valverde        | Movistar Team             | 6 pts                     |                           |
| 10.                       | Thymen Arensman           | Team Sunweb               | 4 pts                     |                           |

### Classificação dos jovens
| Classificação dos jovens | Classificação dos jovens | Classificação dos jovens | Classificação dos jovens | Classificação dos jovens |
| Ciclista                 | Ciclista                 | Equipe                   | Tempo                    |                          |
| ------------------------ | ------------------------ | ------------------------ | ------------------------ | ------------------------ |
| 1.                       | Enric Mas                | Movistar Team            | 20h53m03s                |                          |
| 2.                       | Andrea Bagioli           | Deceuninck-Quick Step    | + 2m26s                  |                          |
| 3.                       | Gino Mäder               | NTT Pro Cycling          | + 2m59s                  |                          |
| 4.                       | David Gaudu              | Groupama-FDJ             | + 3m28s                  |                          |
| 5.                       | Aleksandr Vlasov         | Astana                   | + 5m10s                  |                          |
| 6.                       | Georg Zimmermann         | CCC Team                 | + 11m41s                 |                          |
| 7.                       | Kobe Goossens            | Lotto-Soudal             | + 11m46s                 |                          |
| 8.                       | William Barta            | CCC Team                 | + 13m22s                 |                          |
| 9.                       | Iván Ramiro Sosa         | Ineos Grenadiers         | + 15m31s                 |                          |
| 10.                      | Niklas Eg                | Trek-Segafredo           | + 17m28s                 |                          |

### Classificação por equipas
| Classificação por equipes | Classificação por equipes | Classificação por equipes | Classificação por equipes |
| Equipe                    | Equipe                    | Tempo                     |                           |
| ------------------------- | ------------------------- | ------------------------- | ------------------------- |
| 1.                        | Jumbo-Visma               | 62h40m36s                 |                           |
| 2.                        | Movistar Team             | + 1m42s                   |                           |
| 3.                        | UAE Team Emirates         | + 7m14s                   |                           |
| 4.                        | Astana                    | + 13m33s                  |                           |
| 5.                        | Mitchelton-Scott          | + 24m21s                  |                           |
| 6.                        | Trek-Segafredo            | + 32m16s                  |                           |
| 7.                        | Ineos Grenadiers          | + 35m58s                  |                           |
| 8.                        | Cofidis                   | + 38m50s                  |                           |
| 9.                        | Deceuninck-Quick Step     | + 47m48s                  |                           |
| 10.                       | CCC Team                  | + 48m26s                  |                           |

## Abandonos
- Grega Bole não completou a etapa por problemas de saúde.[2]
- Fran Ventoso não completou a etapa.
- Natnael Berhane não completou a etapa.